# Philip Zandén
Gösta Jean Philip Zandén (født 23. juli 1954 i Göteborg, Sverige) er en svensk skuespiller.
Han er bror til skuespillerinden Jessica Zandén.

## Filmografi
- Babels hus (tv-serie, 1981)
- Jönssonligan & Dynamit-Harry (1982)
- Mamma (1982)
- Ronja Røverdatter (1984)
- Strindberg - et liv (tv-serie, 1985)
- Falsk som vand (1985)
- Stilleben (1985)
- Brødrene Mozart (1986)
- Min elskede - Amorosa (1986)
- Livsfarlig film (1988)
- Bamser og mennesker (1989, kun stemme)
- Kodenavn: Coq Rouge (1989)
- Skytsenglen (1990)
- Drengene fra Sankt Petri (1991)
- Freud flytter hjemmefra (1991)
- Det bli'r i familien (1993)
- Sort høst (1993)
- Pensionat Oskar (1995)
- Abra kadabra (1995)
- Riget II (1997)
- Sekten (1997)
- Troløs (2000)
- Humørkort-stativ-sælgerens søn (2002)
- Elsker dig for evigt (2002)
- Ørnen (tv-serie, 2004)
- Min kones første elsker (2006)
- Vidunderlig kærlighed (2006)
- Beck (tv-serie, 2007)
- Wallander (tv-serie, 2009)
- Som nat og dag (2009)
- Anno 1790 (tv-serie, 2011)
- Den skaldede frisør (2012)
- Rytteriet (tv-serie, 2013)
- Serena (2014)
- Micke & Veronica (2014)
- Under pyramiden (2016)
- 438 dage (2019)
- Skovkæmpen (2020)
- Bryllup, begravelse og dåb (tv-serie, 2019-2020)
- Bryllup, begravelse og dåb - filmen (2021)
- The Pirate Bay (tv-serie, 2024)